# ناثان فرانك
ناثان فرانك (بالإنجليزية: Nathan Frank)‏ هو محامي وسياسي أمريكي، ولد في 23 فبراير 1852 في بيوريا في الولايات المتحدة، وتوفي في 5 أبريل 1931 في سانت لويس في الولايات المتحدة. حزبياً، نشط في الحزب الجمهوري. وقد انتخب عضو مجلس النواب الأمريكي.